# Francesco Copreni
Francesco Copreni (Saronno, 2 marzo 1928) è un ex calciatore italiano, di ruolo difensore.

## Carriera
Dal 1951 al 1960 disputa nove campionati di Serie B con il Monza per un totale di 271 presenze e 3 gol; dal 1957 al 1960 è anche il capitano dei brianzoli.
In seguito passa al Saronno in Serie C.